# Mukawwar
Mukawwar, auch Dschazirat Magarsam, ist eine etwa 20 km² große Insel südlich der Dungonabbucht im Roten Meer im Norden des Sudan.

## Geographie
Die 12 km lange und bis zu 3,3 km breite Insel liegt in Nord-Süd-Richtung 6,9 km vor der Küste südöstlich des Fischerdorfes Muhammad Qol und gehört zum Bundesstaat al-Bahr al-ahmar. Die felsige Sandsteininsel weist Steilküsten auf, die offensichtlich von starken Regenfällen erodiert sind. Sie ist weitgehend vegetationslos, mit kahlem Fels und Sand. Nur am Südende gibt es einige Mangroven. Die erreicht eine Höhe von 94 Metern. Die ägyptische Grenze liegt 100 km nördlich, Port Sudan etwa 120 km Richtung Süden. Im Norden der Insel gibt es Korallenriffe, im Süden und auch im nördlichen Bereich des Kanals zum Festland  vereinzelt Mangroven. Verbreitet sind Vorkommen von Seegras. Im Norden und Osten sind kleine Inseln vorgelagert.

## Fauna
Mukawwar ist Brutgebiet unter anderen der Weißaugenmöwe und der Rüppellseeschwalbe sowie von Meeresschildkröten.